# 虹翅螳属
虹翅螳属（学名：Iridopteryx）为宽膝螳科的一个属。

## 下属物种
本属包括以下物种：
- 虹翅螳 Iridopteryx iridipennis Saussure, 1869